# KK Андромеди
HD9531 є хімічно пекулярною зорею спектрального класу
B8 й має видиму зоряну величину в смузі V приблизно  5,9.
Вона знаходиться у сузір'ї Андромеда на відстані близько 392,0 світлових років від Сонця.

## Фізичні характеристики
Зоря HD9531 обертається досить швидко навколо своєї осі. Проєкція її екваторіальної швидкості на промінь зору становить Vsin(i)= 163км/сек.

## Пекулярний хімічний вміст
Зоряна атмосфера HD9531 має підвищений вміст 
Si
.